# Шкляр Геннадій Макарович
Шкляр Геннадій Макарович (1 грудня 1946, місто Таураге, Литва — 9 червня 2011) — український письменник, член Національної спілки письменників України, лауреат конкурсу НСПУ, премії Міжнародного фонду Євгена Бачинського «В свічаді слова» (США) і премії імені Лесі Українки обласного відділення Українського фонду культури в галузі літератури.

## Життєпис
Народився 1 грудня 1946 року в місті Таураге, в Литві, в сім'ї офіцера Макара Шкляра і вчительки Клавдії Шкляр. Рід письменника походив із села Скала Погребищенського району Вінницької області.
У 1948 році його родина переїхала в селище міського типу Ружин Бердичівського району Житомирської області. У 1964 році закінчив школу і на початку наступного року почав працювати кореспондентом місцевої районної газети. Служив у війську, в будівельному батальйоні на Алтаї і в Сибіру. Навчався в Київському університеті імені Тараса Шевченка (нині Київський національний університет ім. Т. Шевченка), на факультеті журналістики, який закінчив у 1973 році.
Працював у різних періодичних виданнях по всій Україні, серед них і в газеті «Молодь України», певний час був журналістом на півночі СРСР, у Тюмені. Окрім роботи у сфері журналістики мав і інші професії. Працював шкільним лаборантом, будівельником, рибалкою у рибгоспі, майстром зміни на цегельному заводі, учителем, науковим працівником, художником-оформлювачем.
У 1994 році став членом Національної спілки письменників України. Був лауреатом конкурсу Національної спілки письменників України, премії Міжнародного фонду Євгена Бачинського (США) «В свічаді слова» та премії імені Лесі Українки обласного відділення Українського фонду культури в галузі літератури.
9 червня 2011 року Геннадій Макарович Шкляр помер. Про життя та творчість письменника знятий фільм «До витоків джерела» (автори А. Богуш, В. Митюк).

## Літературна творчість
Загальний тираж видрукуваних книг Геннадія Шкляра близько 40 тисяч примірників. Це вірші, оповідання та повісті. Окремі оповідання письменника перекладені російською та хорватською мовами.
На початку творчого шляху використовував псевдонім — Г. Пролісок. Саме так він підписував свої перші вірші та прозові матеріали, які публікував у місцевій ружинській газеті.
У 1984 році надрукована перша книжка «Чистий вогонь». Пізніше були видані збірки оповідань та повістей: «Позолочений пісок» (1992), «Загадка джерела» (1997), «Під трьома стовпами» (2000). Геннадій Шкляр друкувався в багатьох літературних журналах, у газеті «Літературна Україна», в антологіях сучасної української прози «Квіти в темній кімнаті» (1997) та «Вечеря на дванадцять персон» (1997).
У 2003 році вийшов окремою книжкою художньо-документальний нарис «На семи вітрах свіча». Це історія про одну з активних учасниць визвольних змагань — провідницю ОУН Марію Кравчук. Передмову до книги написав голова Всеукраїнського товариства політичних в'язнів і репресованих Євген Васильович Пронюк.
У цьому ж році вийшла повість-есе «Північна зоря Бальзака» — напівромантична, напівпригодницька історія кохання Оноре де Бальзака та Евеліни Ганської. Сюжет повісті тримається в основному на несподіваних поворотах у взаєминах головних дійових осіб і не виходить за рамки періоду з 1832 по 1850 рік.
У 2007 році вийшла збірка ранніх поезій «Квітник вікон». У 2012 році за сприяння Михайла Пасічника, за його ж редакцією вийшла книга Г. Шкляра «Червона трава».
Геннадій Макарович активно займався літературним краєзнавством. Він підготував до видання підручник з літератури рідного краю «Літературна Ружинщина»
В українській літературі Геннадій Шкляр зайняв нішу містечкової тематики. Він, як виходець із колоритного містечка, добре знав його специфічні риси, формувався в ньому як людина та громадянин. У творах письменника легко впізнати Ружин.
Герої Г. Шкляра — звичайні українці, зі своїми турботами, горем та радощами. У його персонажів глибокі, психологічно точно виписані характери. Рецензенти книг письменника зазначають, що у творах Шкляра переплелися гострота гумору та образність Остапа Вишні і Григора Тютюнника.
Геннадій Шкляр — тонкий стиліст. Він уміє в межах сюжету робити часові злами. У нього різноманітний синтаксис - від коротеньких речень до довгих фраз, які можна вважати літературною рисою частини авторів житомирської прозової школи.
Аналізуючи твори Геннадія Шкляра Володимир Даниленко писав:

## Книги
- Червона трава / Г. М. Шкляр. — Житомир: Пасічник М. П., 2007. — 75 с.
- Квітник вікон: поезії / Г. М. Шкляр. — Житомир: Пасічник М. П., 2007. — 51 с.
- Червона трава: [оповідання] / Г. М. Шкляр. — Житомир: Рута, 2012. — 262 с.
- Під трьома стовпами: оповіді і оповідки містечка Круглик / Г. М. Шкляр. — Житомир: Полісся, 2000. — 233 с.
- Загадка джерела: оповідання / Г. М. Шкляр. — Житомир: Полісся, 1997. — 200 с.
- На семи вітрах свіча: нарис / Г. М. Шкляр. — Київ: Телерадіокомпанія «ІК», 2003. — 68 с.
- Північна Зоря Бальзака: повість-есей / Г. М. Шкляр.; [авт. передм. В. Чернега]. — Вінниця: [б. в.], 2003. — 122 с.
- Позолочений пісок: повість, оповідання / Г. М. Шкляр. — Київ: Хрещатик, 1992. — 99 с.